# Metin Tuğlu
Metin Tuğlu (* 10. September 1984 in Durağan) ist ein türkischer Fußballspieler.

## Karriere
Tuğlu begann 2000 in der Nachwuchsabteilung von Tepecik Fıratpenspor mit dem Vereinsfußball. Seine Profikarriere startete er beim zentralanatolischen Drittligisten Kırşehirspor. Diesen Verein verließ er bereits nach einer Saison und wechselte zum Hauptstadtklub Keçiörengücü. Auch bei diesem Verein verweilte er nur eine Saison und wechselte dann zum Drittligisten Darıca Gençlerbirliği. Nach einer Saison wurde er vom Zweitligisten Akçaabat Sebatspor verpflichtet und eine halbe Spielzeit später vom Erstligisten Gaziantepspor. Im Sommer 2008 wechselte Tuğlu zum Zweitligisten Adanaspor. Nachfolgend war er für diverse Zweit- und Drittligisten tätig.
Im Sommer 2013 wurde er vom nordtürkischen Zweitligisten Orduspor unter Vertrag genommen. Sein Engagement dort war ebenso kurzfristig wie zahlreiche andere, die sich in unterklassigen Ligen der Türkei anschlossen.